# Joseph Bernardin
Joseph Louis Bernardin (Columbia (South Carolina), 2 april 1928 - Chicago, 14 november 1996) was een Amerikaans geestelijke en kardinaal van de Rooms-Katholieke Kerk.
Bernardin was de oudste van twee kinderen in een Italiaans immigrantengezin. Hij studeerde aanvankelijk geneeskunde aan de Universiteit van Columbia in zijn geboortestad, maar stapte later over naar het grootseminarie in diezelfde stad. Aan de Katholieke Universiteit van Amerika behaalde hij het doctoraat in de theologie. Hij werd op 26 april 1952 priester gewijd. Hij werkte vervolgens tot 1966 in Charleston, waar jij onder meer doceerde aan het Katholiek Lyceum. In 1958 werd hij door paus Pius XII benoemd tot kamerheer en in 1962 door paus Johannes XIII tot huisprelaat. In 1966 benoemde paus Paulus VI hem tot titulair bisschop van Lugura en tot hulpbisschop van Atlanta. Op zijn achtendertigste was hij op dat moment de jongste bisschop in de Verenigde Staten. In 1968 was hij korte tijd apostolisch administrator van het aartsbisdom, na het overlijden van aartsbisschop Paul Hallinan. Kort daarna nam hij ontslag als hulpbisschop om  tot 1972 de functie van secretaris-generaal van de Amerikaanse bisschoppenconferentie te vervullen.
Paus Paulus VI bevorderde hem in 1972 tot metropolitaan aartsbisschop van Cincinnati. Tien jaar later benoemde paus Johannes Paulus II hem tot aartsbisschop van Chicago. Tijdens het consistorie van 2 februari 1983 werd hij kardinaal gecreëerd. De Gesù Divino Lavoratore werd zijn titelkerk.
Als aartsbisschop van Chicago voerde hij een protocol in dat moest voorzien in de aanpak van seksueel misbruik van minderjarigen door priesters. Zelf werd hij in 1993 - naar later bleek ten onrechte - beschuldigd van seksueel misbruik. In 1996 ontving hij van president Clinton de Presidential Medal of Freedom.
Daar voor al was bij de kardinaal pancreaskanker vastgesteld. Tijdens zijn ziekte legde hij zich toe op het pastoraat voor medekankerpatiënten. Nog voor zijn overlijden, werd de kliniek waar hij werd behandeld naar hem genoemd.
- Bibsys: 99017153
- Bibliothèque nationale de France: cb136107311 (data)
- CiNii: DA11582622
- Gemeinsame Normdatei: 120433524
- International Standard Name Identifier: 0000 0001 0909 4582
- Library of Congress Control Number: n83155532
- National Archives and Records Administration: 10569143
- Bibliotheek van het Japanse parlement: 00720945
- Nationale Bibliotheek van Tsjechië: pna20221141173
- Nationale bibliotheek van Australië: 51888548
- Nationale Bibliotheek van Israël: 987007429412205171
- Nederlandse Thesaurus van Auteursnamen: 169346781
- Réseau des bibliothèques de Suisse occidentale: 02-A002996635
- Istituto Centrale per il Catalogo Unico: CFIV163948
- SNAC: w6pn9jxq
- Système universitaire de documentation: 081712421
- Trove: 1523094
- Virtual International Authority File: 64180158
- WorldCat: E39PBJtX9CRkbjfkb4gjcjjKVC